# Astarot
Astarot ili Astaroth je, prema demonologiji, jedan od prinčeva pakla. U literaturi je poznat i kao jedan od sedam paklenih prinčeva koji su posjetili Fausta, u liku zmije sa šarenim repom, dva mala stopala i kestenastim vratom.

## Etimologija
Ime ovog demona na hebrejskom označava gomilu, skupinu, a proistjeće od feničke božice rata i plodnosti Astarte, koja je istovjetna s babilonsko-asirskom božicom Ištar i sumerskom božicom Inanom. U Prvoj knjizi o Kraljevima (1 Kr 11,5) spominje se kao Aštarta, boginja Sidonaca, koju je pred kraj života štovao kralj Salomon. Ime Astarota kao muškog demona prvi se put pojavljuje u Knjizi Svete magije Abramelina maga iz oko 1458. godine (prema datiranju iz samog djela), a kasnije i u brojnim drugim grimorijima.

## Demon iz Goecije
Astarot je dvadeset deveti duh Goecije koji zapovjeda s četrdeset legija, vlada na Istoku i čuvar je blaga u paklu. Poznaje prošlost, sadašnjost i budućnost, podučava liberalnim znanostima, a može ga se nagovoriti i da priča o padu anđela iz Božje milosti.
Ima lik ružnog anđela sa zmijskim grudima koji jaše na paklenoj zvijeri poput zmaja. U jednoj ruci nosi bič u obliku otrovne zmije, a dah mu je ubojit i vrlo smrdljiv, pa se prizivač mora zaštititi magičnim prstenom, koji će kod prizivanja držati ispod nosa.